# Krzemień-Wieś
Krzemień-Wieś – wieś w Polsce położona w województwie mazowieckim, w powiecie sokołowskim, w gminie Jabłonna Lacka. Ma status sołectwa. Leży  na lewym brzegu  Bugu.
| SIMC    | Nazwa   | Rodzaj                          |
| ------- | ------- | ------------------------------- |
| 0672751 | Lipiny  | część wsi (zniesiona w 2023 r.) |
| 0672768 | Zaborne | część wsi                       |

W latach 1975–1998 miejscowość administracyjnie należała do województwa siedleckiego.
Wierni wyznania rzymskokatolickiego zamieszkali w miejscowości należą do parafii Jabłonna Lacka. We wsi znajduje się kaplica dojazdowa.